# IC 186/2
IC 186/2 је лентикуларна галаксија у сазвијежђу Кит која се налази на листи објеката дубоког неба у Индекс каталогу.
Деклинација објекта је - 1° 33' 2" а ректасцензија 2h 0m 25,3s. Привидна величина (магнитуда) објекта IC 186 износи 14,6 а фотографска магнитуда 15,4. IC 1862 је још познат и под ознакама IC 186B, MCG 0-6-21, CGCG 387-23, PGC 7600.